# 毛鴻賓 (北魏)
毛 鴻賓（もう こうひん、生没年不詳）は、北魏末の軍人。本貫は北地郡三原県。

## 経歴
毛遐の弟にあたる。鴻賓は成長すると目鼻が大きく、頭髪と髭が多く、肌は浅黒く体は肥満していて、容貌魁偉であったため、氐や羌の人々に畏敬されていた。見識と才略を備え、騎射を得意とし、度量が大きく、細かいことに拘らなかった。財産を軽んじて施しを好んだ。兄の毛遐のほうが早く身を立てたが、名声では鴻賓より下であったという。莫折念生の乱が起こると、鴻賓は郷里に推されて盟主となり、毛遐とともに防戦にあたった。後に岐州刺史・散騎常侍に任じられ、三原県開国侯に封じられた。反乱平定における鴻賓兄弟の功績が多かったため、孝明帝により北地郡に北雍州が置かれると、鴻賓は北雍州刺史となった。三原県が建忠郡とされたのも、兄弟の功労を示すためであった。
531年（普泰元年）、爾朱天光が関中から洛陽に帰ると、鴻賓は郷中の壮士2000人を率いてこれに従った。洛中では鴻賓の名が知られており、官僚たちが競って交友を求めた。まもなく鴻賓は西兗州刺史に任じられた。取り巻きを侍らすようになり、自分と同じだけの衣食を与えたので、私費では賄いきれず、公費を使い込んだ。南青州刺史に転じた。ほどなく洛陽に召還され、御史による弾劾を受けて、鴻賓は逃亡した。1月あまりで特別に罪を赦され、原職に復帰した。
永熙年間、北魏の孝武帝と高歓のあいだが険悪になると、鴻賓は孝武帝の命を受けて潼関に駐屯し、関中への道を確保した。534年（永熙3年）、孝武帝が西遷するにあたって、飲食物が不足しており、侍官たちは途中で湧き水を飲むばかりであった。鴻賓が稠桑で一行を迎えて酒食を振舞ったため、一行は飢えと渇きを癒すことができた。そのまま鴻賓は潼関の留守をつとめた。8月、高歓が潼関に進攻してくると、鴻賓は敗れて捕らえられた。并州に連行され、憂憤のまま死去した。

## 伝記資料
- 『北史』巻49 列伝第37